# Gehyra barea
Gehyra barea es una especie de gecos de la familia Gekkonidae.

## Distribución geográfica
Es endémica de las islas de Banda (Indonesia).

## Estado de conservación
Se encuentra amenazada por la pérdida de su hábitat natural.